# 관측 우주론
관측 우주론(observational cosmology)은 관측을 통한 우주의 구조, 진화 및 기원의 연구이며, 이는 망원경 및 우주선 검출기와 같은 도구들을 사용한다.  

## 초기 관측
오늘날 실행되는 물리 우주론의 과학은 우주가 우리 은하보다 더 큰 규모를 가지고 있다고 결정된 섀플리-커티스 논쟁 이후 몇 년 동안 주제 자료를 정의했다. 이것은 알베르트 아인슈타인의 일반 상대성이론으로 설명할 수 있는 우주의 크기와 역학을 확립한 관측에 의해 촉발되었다. 초창기에는, 우주론은 매우 제한된 수의 관측에 기반한 한 사변적 과학이었으며 정상우주론 이론가들과 대폭발(빅뱅) 우주론 지지자들 사이의 논쟁으로 특징지어졌다. 1990년대 이후가 되어서야 천문학적 관측이 경쟁 이론들을 제거하고 1992년 미국국립과학원 콜로키움에서 데이비드 슈람David Schramm이 예고한 "우주론의 황금기"로 과학을 이끌 수 있게 돠었다.

### 허블-르메트르 법칙과 우주 거리 사다리
천문학의 거리 측정은 역사적으로 상당한 측정 불확실성으로 인해 혼란스러워 왔고 계속해서 혼란을 겪고 있다. 특히, 별의 시차는 가까운 별까지의 거리를 측정하는 데 사용될 수 있지만, 우리 은하 밖의 물체와 관련된 미세한 시차 측정의 어려움으로 인해 부과된 관측 한계는 천문학자들이 우주 거리를 측정할 다른 방법을 찾아야 함을 의미했다. 이를 위해 1908년 헨리에타 스완 레빗이 세페이드 변광성에 대한 표준 촉광 측정법을 발견했는데, 이는 에드윈 허블에게 나선 성운까지의 거리를 결정하는 데 필요한 우주 거리 사다리의 가로대를 제공하게 된다. 허블은 윌슨산 천문대에서 100인치 후커 망원경(Hooker telescope)을 사용하여 해당 은하의 개별 별을 식별하고 개별 세페이드를 분리하여 은하까지의 거리를 결정했다. 이것은 나선 성운이 우리은하 외부에 있는 물체임을 확고히 했다. 대중 매체에서 더빙된 "섬 우주"까지의 거리를 결정하여 우주의 규모를 확립하고 새플리-커티스 논쟁을 완전히 해결했다.

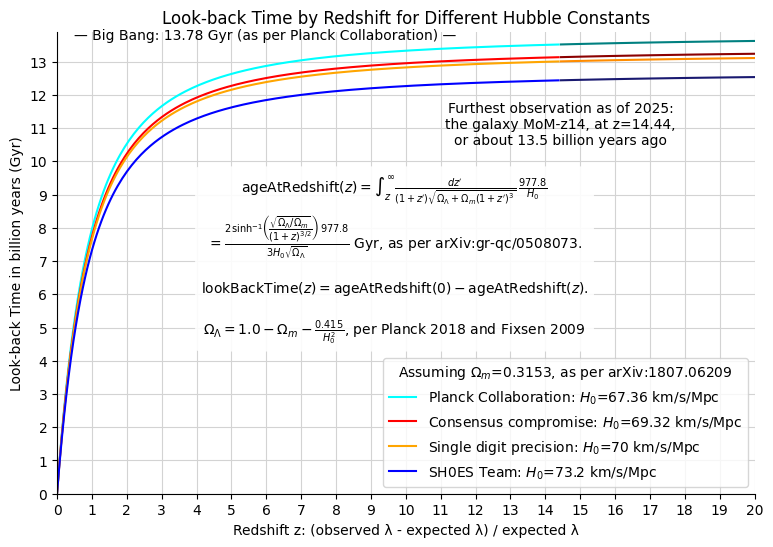
은하계 관측의 룩백 시간은 최대 z=20까지의 적색편이에 따른 것이다.

1927년에, 허블의 거리 측정치들과 베스토 슬라이퍼의 이러한 물체에 대한 적색편이 결정치들을 포함한 다양한 측정치들을 결합하여 조르주 르메트르는 은하의 거리와 "후퇴 속도"라고 불리는 것 사이의 비례 상수를 처음으로 추정하여 한 값 약 600km/s/Mpc을 찾았다. 그는 이것이 일반 상대성이론에 기초한 우주 모형에서 이론적으로 예상되는 것임을 보여주었다. 2년 후, 허블은 거리와 속도 사이의 관계가 양의 상관관계이며 약 500km/s/Mpc의 어떤 기울기를 가짐을 보여주었다. 이 상관 관계는 허블-르메트르 법칙으로 알려지게 되었고 우주론이 여전히 기반을 두고 있는 팽창하는 우주 이론의 관측적 기반이 되었다. 슬라이퍼, 위르츠Wirtz, 허블 및 그들의 동료들의 관측 결과가 출판과 이론가들에 의한 아인슈타인의 일반 상대성이론에 비추어 이론적 의미의 수용한 것은 현대 우주론 과학의 시작으로 간주된다.

### 핵종 풍부도
원소의 우주적 풍부도(abundance of the chemical elements)을 결정은 천체에서 나오는 빛의 초기 분광학적 측정과 지구에서 확인된 화학 원소의 특정 전자 전이에 해당하는 방출(emission) 및 흡수선의 확인으로 거슬러 올라가는 역사를 가지고 있다. 예를 들어, 헬륨 원소는 지구에서 한 기체로 분리되기 전에 태양의 분광학적 특징을 통해 처음 확인되었다.
운석의 원소 구성 측정에 상응하는 분광학적 관측을 통해 상대적 풍부도의 계산이 이루어졌다.

### 우주 마이크로파 배경의 탐지

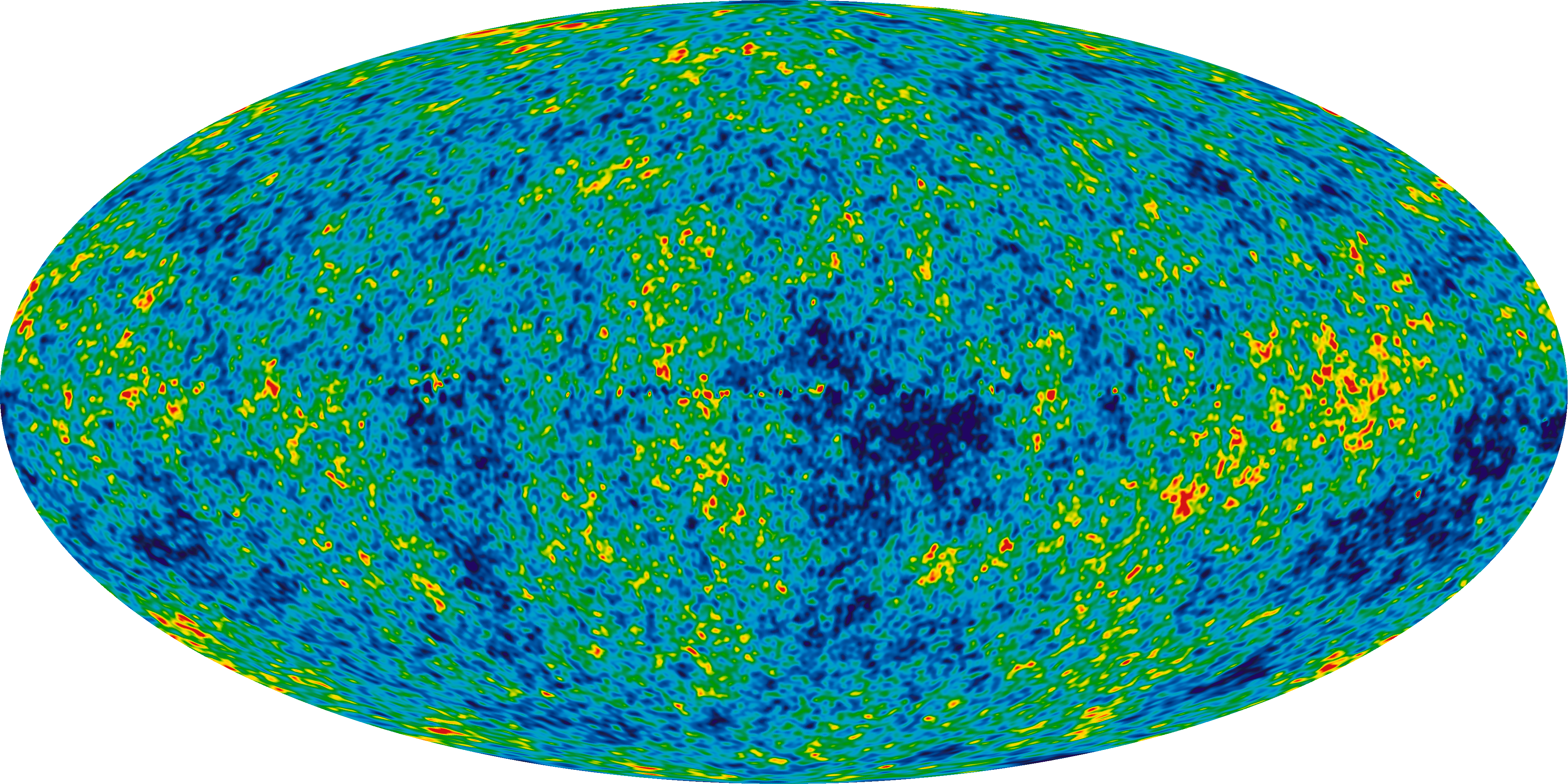
WMAP이 본 CMB

한 우주 마이크로파 배경은 1948년에 조지 가모프와 랠프 앨퍼, 그리고 앨퍼와 로버트 허먼에 의해 뜨거운 대폭발(빅뱅) 모형에 기인하는 것으로 예측되었다. 게다가, 앨퍼와 허먼은 온도를 추정할 수 있었지만, 그들의 결과들은 커뮤니티에서 널리 논의되지 않았다. 그들의 예측은, 1964년 봄, 소련의 천체물리학자 A. G. 도로슈케비치A. G. Doroshkevich와 이고리 노비코프에 의한 한 짧은 논문에서 나타난 CMB 복사를 한 감지 가능한 현상이라는 것의 처음 출판된 인식과 더불어서, 1960년대 초 로버트 딕과 야코프 젤도비치에 의해 재발견되었다. 1964년 프린스턴 대학의 딕의 동료인 데이비드 토드 윌킨슨과 피터 롤Peter Roll은 우주 마이크로파 배경을 측정하기 위해 딕 복사계를 만들기 시작했다. 1965년에, 아노 펜지어스와 로버트 우드로 윌슨은 뉴저지 홀름델 타운쉽(Holmdel Township, New Jersey) 인근에 있는 벨 연구소의 크로포드 힐(Crawford Hill) 위치에서 전파 천문학 및 위성 통신 실험들에 사용할 한 딕 복사계를 만들었었다. 그들의 기기는 그들이 설명할 수 없는 3.5K 초과의 안테나 온도(antenna temperature)를 가지고 있었다. 크로포드 힐로부터 전화를 받은 후, 딕은 유명한 재담을 했다: "얘들아, 우리가 특종을 잡았어." 프린스턴과 크로포드 힐 그룹들 간의 한 회의는 그 안테나 온도가 실제로 마이크로파 배경 때문이라고 확정했다. 펜지어스와 윌슨은 그들의 발견으로 1978년 노벨 물리학상을 받았다.

## 현대의 관측
오늘날 관측 우주론은 이론적 우주론의 예측을 계속 시험하고 있으며 우주론 모형의 개선하는데 기여하고 있다. 예를 들어, 암흑 물질에 대한 관측 증거는 구조 및 은하 형성의 이론적 모델링에 커다란 영향을 미쳤다. 정확한 초신성 표준 촉광들로 허블 다이어그램을 보정하려고 했을 때, 1990년대 후반에 암흑 에너지에 대한 관측 증거가 얻어졌다. 이러한 관측들은 구성 물질들의 측면에서 우주의 진화를 설명하는 ΛCDM 모형으로 알려진 어떤 6개 매개변수 프레임워크에 통합되었다. 이 모형은 이후  우주 마이크로파 배경에 대한 상세한 관측에 의해, 특히 WMAP 실험을 통해 검증되었다.
여기에는 우주론에 직접적인 영향을 미친 현대의 관측적 노력들이 포함된다.

### 적색편이 탐사
자동화된 망원경들의 출현과 분광기들에서의 개선들과 더불어, 적색편이 공간에서 우주를 매핑하기 위해 수많은 협력들이 이루어졌다. 적색편이를 각도 위치 데이터와 결합함으로써, 적색편이 탐사는 하늘의 필드 내에서 물질의 3D 분포를 매핑한다. 이러한 관측들은 우주의 거대구조 특성을 측정하는 데 사용된다. 폭이 5억 광년이 넘는 한 광대한 초은하단인 장성은 적색편이 조사로 감지할 수 있는 거대구조의 한 극적인 예를 제공한다.

2018년에 스바루 망원경으로 하이퍼 수프라임-캠(Hyper Suprime-Cam) 적색편이 탐사를 통한 암흑물질의 3D 시각화

최초의 적색편이 탐사는 Cfa 적색편이탐사(CfA Redshift Survey)로, 1977년에 초기 데이터 수집과 더불어 시작되어 1982년에 완료되었다. 더 최근에는, 2dF 은하 적색편이 탐사은 220,000개 이상의 은하들에 대한 z-값들을 측정하여 우주의 한 섹션의 거대구조를 결정했다; 데이터 수집은 2002년에 완료되었으며, 또한 최종 데이터 세트는 2003년 6월 30일에 발표되었다. (은하의 대규모 패턴을 매핑하는 것 외에도, 2dF는 한 중성미자 질량의 상한선을 설정했다.) 또 다른 주목할만한 탐사인 슬론 디지털 전천탐사(SDSS)는 2011년 현재 진행 중이며 또한 약 1억 개의 천체들에 대한 측정값들을 얻는 것을 목표로 한다. SDSS는 0.4만큼 높은 은하들에 대한 적색편이를 기록했으며 z = 6 너머의 퀘이사들의 탐지에 관여해왔다. DEEP2 적색편이 탐사(DEEP2 Redshift Survey)는 새로운 "DEIMOS" 분광기와 함께 켁 망원경을 사용한다; 파일럿 프로그램 DEEP1의 후속 프로그램인 DEEP2는 적색편이가 0.7 이상인 희미한 은하들를 측정하도록 설계되었으며, 또한 그것은 따라서 SDSS 및 2dF까지 어떤 보완을 제공할 계획이다.

### 우주 마이크로파 배경 실험

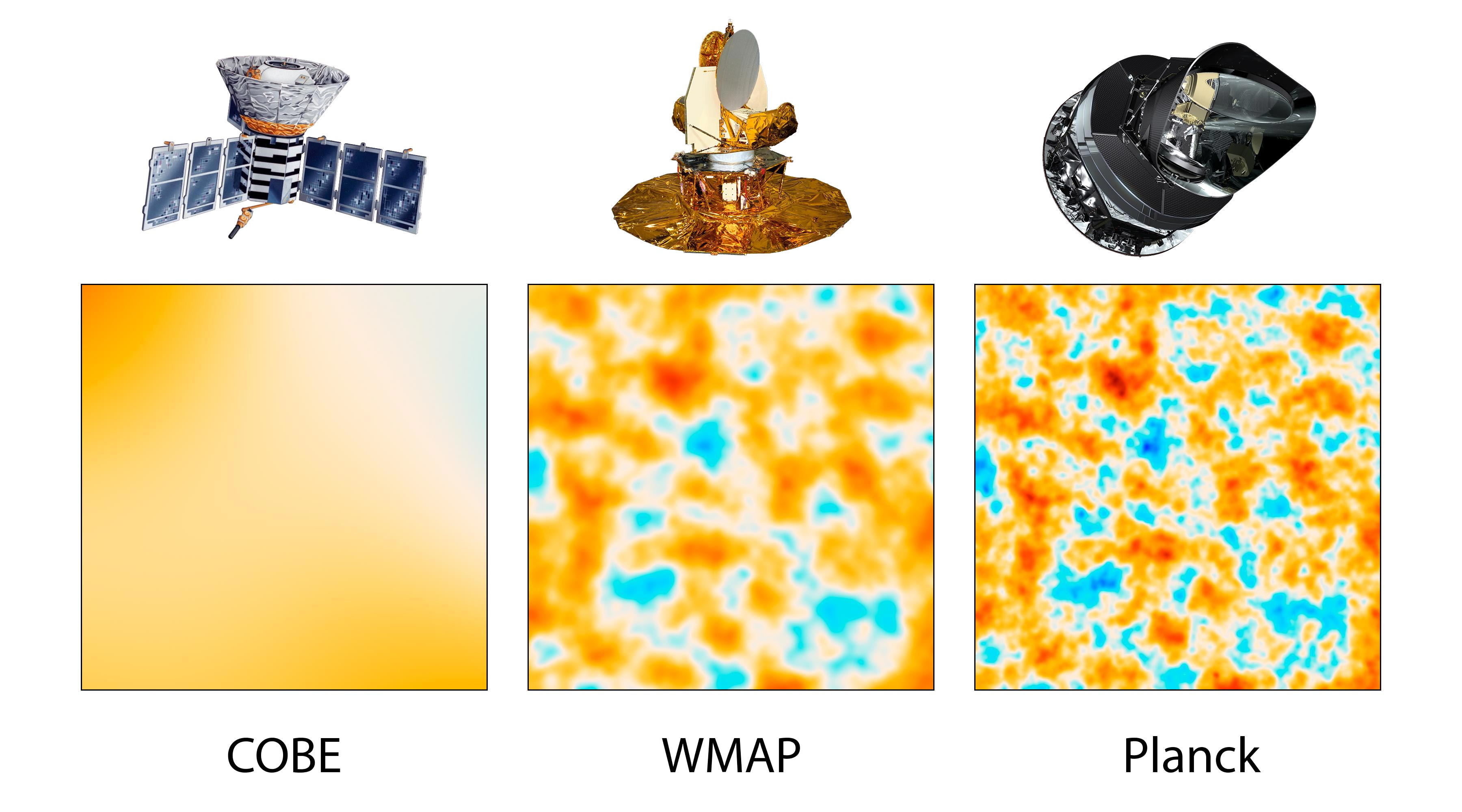
COBE, WMAP 및 플랑크 위성로부터의 CMB 결과들의 비교 (2013년 3월 21일)

CMB의 발견된 이후, 수백 건의 우주 마이크로파 배경 실험들이 그 복사의 특징을 측정하고 특성화하기 위해 수행되었다. 가장 유명한 실험은 아마도 1989-1996년에 궤도를 돌고 또한 탐지 능력들의 한계에서 대규모 비등방성들을 탐지하고 정량화한 NASA Cosmic Background Explorer(COBE) 위성일 것이다. 극도로 등방성이고 균질한 배경의 초기 COBE 결과에 의해 영감을 얻은 일련의 지상 및 풍선 기반 실험들은 향후 10년 동안 더 작은 각도 스케일에서 CMB 이방성들을 정량화했다. 이 실험들의 주요 목표는 COBE가 충분한 분해능을 갖지 못한 첫 번째 음향 피크의 각도 스케일을 측정하는 것이었다. 이러한 측정들은 우주 구조 형성의 선도적인 이론으로서 우주 끈(cosmic string)들을 배제할 수 있었고, 또한 급팽창 이론이 올바른 이론임을 시사했다.
1990년대에, 감도가 증가하면서 첫 번째 피크가 측정되었고 또한 2000년까지 BOOMERanG 실험은 가장 높은 전력 변동들이 대약 1도의 축척들에서 발생한다고 보고했다. 다른 우주론 데이터와 함께, 이 결과들은 우주의 기하학이 평평하다는 것을 의미했다. VSA(Very Small Array), DASI(Degree Angular Scale Interferometer) 및 CBI(Cosmic Background Imager)를 포함하는 많은 지상 기반 간섭계들은 향후 3년 동안 더 높은 정확도로 변동 측정값들을 제공했다. DASI는 CMB의 편광을 처음으로 감지했으며 또한 CBI는 T-모드 스펙트럼과 위상이 다르다는 강력한 증거와 함께 최초의 E-모드 편광 스펙트럼을 제공했다.
2001년 6월, NASA는 두 번째 CMB 우주 임무인 WMAP를 발사했고, 시작하여 전체 하늘에서 대축척 비등방성들을 훨씬 더 정밀하게 측정했다. WMAP는 하늘 아닌 신호 노이즈를 최소화하기 위해 대칭, 고속 다중 변조 스캐닝, 고속 스위칭 라디오미터들을 사용했다. 2003년에 공개된 이 임무의 첫 번째 결과들은 1도 미만의 축척에서 각 전력 스펙트럼의 상세한 측정이었으며, 이것들은 다양한 우주론적 매개변수들를 엄격하게 제한했다. 그 결과들은 우주 급팽창 이론들 뿐 아니라 다양한 다른 경쟁 이론들로부터 예상되는 그것들과 광범위하게 일치하며, 또한 우주 마이크로파 배경(CMB)에 대한 NASA의 데이터 뱅크에서 상세하게 이용할 수 있다(아래 링크 참조). WMAP은 CMB의 큰 축척의 각도 변동들을 매우 정확하게 측정할 수 있었지만, 이전의 지상 간섭계들이 관측했던 작은 축척에서의 변동들을 측정할 수 있는 각도 분해능은 없었다.
세 번째 우주 임무인 유럽 우주국(ESA) 플랑크 위성은 2009년 5월에 발사되었으며 또한 2013년 10월에 그것이 종료될 때까지 훨씬 더 상세한 조사를 수행했다. 플랑크는 HEMT(High-electron-mobility transistor) 라디오미터와 볼로미터(bolometer) 기술을 모두 사용했고 또한 WMAP보다 작은 축척으로 CMB를 측정했다. 그것의 탐지기들은 ACBAR(Arcminute Cosmology Bolometer Array Receiver) 실험―지금까지 작은 각도 축척에서 가장 정밀한 측정값을 제공해왔던―으로서의 남극 Viper 망원경과 Archeops 풍선 망원경에서 시험되었다.
2013년 3월 21일에, 플랑크 우주론 탐사 배후에 있는 유럽 주도의 연구팀은 우주 마이크로파 배경의 임무의 전천 지도(565x318 jpeg, 3600x1800 jpeg 보관됨 2014-11-22 - 웨이백 머신)를 발표했다. 그 지도는 우주가 연구원들이 예상한 것보다 약간 더 오래되었다는 것을 시사한다. 그 지도에 따르면, 우주의 나이가 약 37만년이 되었을 때 딥스카이에 온도에 미묘한 변동이 각인되어 있었다. 그 자국은. 우주의 존재에서 10의 30제곱분의 1초 만큼 초기에 발생한 잔물결들을 반영한다. 분명하게, 이 잔물결들은 은하단들과 암흑물질의 현재의 광대한 우주 웹을 생기도록 했다. 2013년 데이터를 바탕으로, 우주는 4.9% 일반 물질, 26.8% 암흑물질 및 68.3% 암흑 에너지를 포함하고 있다. 2015년 2월 5일에, 플랑크 임무에 의한 새로운 데이타가 발표되었으며, 이것에 의하면 우주의 나이는 137억 9900 ± 2100만년이고 또한 허블 상수는 67.74 ± 0.46(km/s)/Mpc으로 측정되었다.
남극에의 남극 망원경(South Pole Telescope)과 제안된 Clover 프로젝트, 아타카마 우주론 망원경(Atacama Cosmology Telescope) 및 칠레의 QUIET 망원경(QUIET telescope) 등과 같은 추가 지상 기반 계측기들은 위성 관측으로부터 얻을 수 없는 추가 데이터를 제공할 것이며, 이것들은 B-모드 편광을 포함할 수 있을 것이다.

### 망원경 관측

#### 전파
저주파 전파 방출(10MHz 및 100GHz)의 가장 밝은 소스들은 극도로 높은 적색편이들까지 관측될 수 있는 전파은하들이다. 이것들은 메가파섹 단위들의 은하핵 거리들로부터 확장하는 돌출부lobes들과 제트들로 알려진 확장된 특징들을 가진 활동은하들의 하위 집합들이다. 전파은하들은 매우 밝기 때문에 천문학자들은 극한의 거리들과 우주 진화에서의 초기 시간을 탐사하는 데 사용해 왔다. 

#### 적외선
밀리미터 이하 천문학(submillimetre astronomy)을 포함한 적외선 관측들은 우주적 거리에서 많은 소스를 밝혀냈다. 몇 개의 대기 창(atmospheric window)들을 제외하고 대부분의 적외선은 대기에 의해 차단되므로, 관측들은 일반적으로 풍선 또는 우주 기반 기기으로부터 일어난다. 현재 적외선 관측 실험들은 NICMOS, 우주 기원분광계(Cosmic Origins Spectrograph), 스피처 우주 망원경, 켁 간섭계, 적외선 천문학을 위한 성층권 천문대(Stratospheric Observatory for Infrared Astronomy) 및 허셜 우주 망원경 등을 포함한다. NASA에 의해 계획한 차기 대형 우주 망원경인 제임스 웹 우주 망원경도 역시 적외선으로 탐사할 것이다.
추가 적외선 탐사인 2 마이크론 전천탐사(Two-Micron All Sky Survey)는 아래에 설명된 다른 광학 탐사들과 유사하게 은하들의 분포를 밝히는 데 역시 매우 유용해왔다.

#### 광선(사람 눈에 가시적)
광학적 빛은 여전히 이에 의해 천문학이 발생하는 기본적 수단이며, 또한 우주론의 맥락에서, 이것은 우주의 거대구조뿐만 아니라 은하 진화에 대해 배우기 위해 먼 은하들과 은하단들을 관측하는 것을 의미한다. 적색편이 탐사(redshift survey)들은 2dF 은하 적색편이 탐사, 슬론 디지털 전천탐사 및 곧 출시될 LSST(대형 사놉틱 관측 망원경, Large Synoptic Survey Telescope)들을 포함하는 가장 유명한 일부의 것들과 더불어 이를 수행해온 일반적인 수단이었다. 이러한 광학적 관측들은 일반적으로 한 은하의 적색편이를 측정하기 위해 측광학이나 또는 분광법을 사용하고  또한 그리고 허블-르메트르 법칙을 통해 특이 속도들로 인한 거리 모듈로 적색편이 왜곡들을 결정한다. 또한, 천체 좌표들에서 하늘에 보이는 은하들의 위치는 다른 두 공간 차원들에 대한 정보를 얻을 데 사용될 수 있다.
매우 깊은 관찰들(말하자면 어두운 광원에 민감한)도 역시 우주론에서 유용한 도구들이다. 허블 딥 필드, 허블 울트라 딥 필드, 허블 익스트림 딥 필드(Hubble eXtreme Deep Field), 및 허블 딥 필드 사우스(Hubble Deep Field South) 등이 모두 이의 예들이다.

## 미래의 관측

### 우주 중성미자
우주가 우주 마이크로파 배경 복사와 유사한 우주 중성미자 배경 복사로 채워져 있다는 것은 대폭발 모형의 한 예측이다. 마이크로파 배경은 우주의 나이가 약 38만년 전의 한 유물이지만 중성미자 배경은 우주의 나이가 약 2초였을 때의 한 유물이다.
만일 이 중성미자 복사를 관측될 수 있다면 우주의 극초기 단계를 들여다볼 수 있는 한 창이 될 것이다. 불행하게도, 이 중성미자들은 이제 매우 차가울 것이기 때문에, 따라서 직접 관측하는 것이 실직적으로 불가능하다.

## 같이 보기
- 대폭발(빅뱅)
- 우주 배경 복사(Cosmic background radiation)